# Морской хронометр

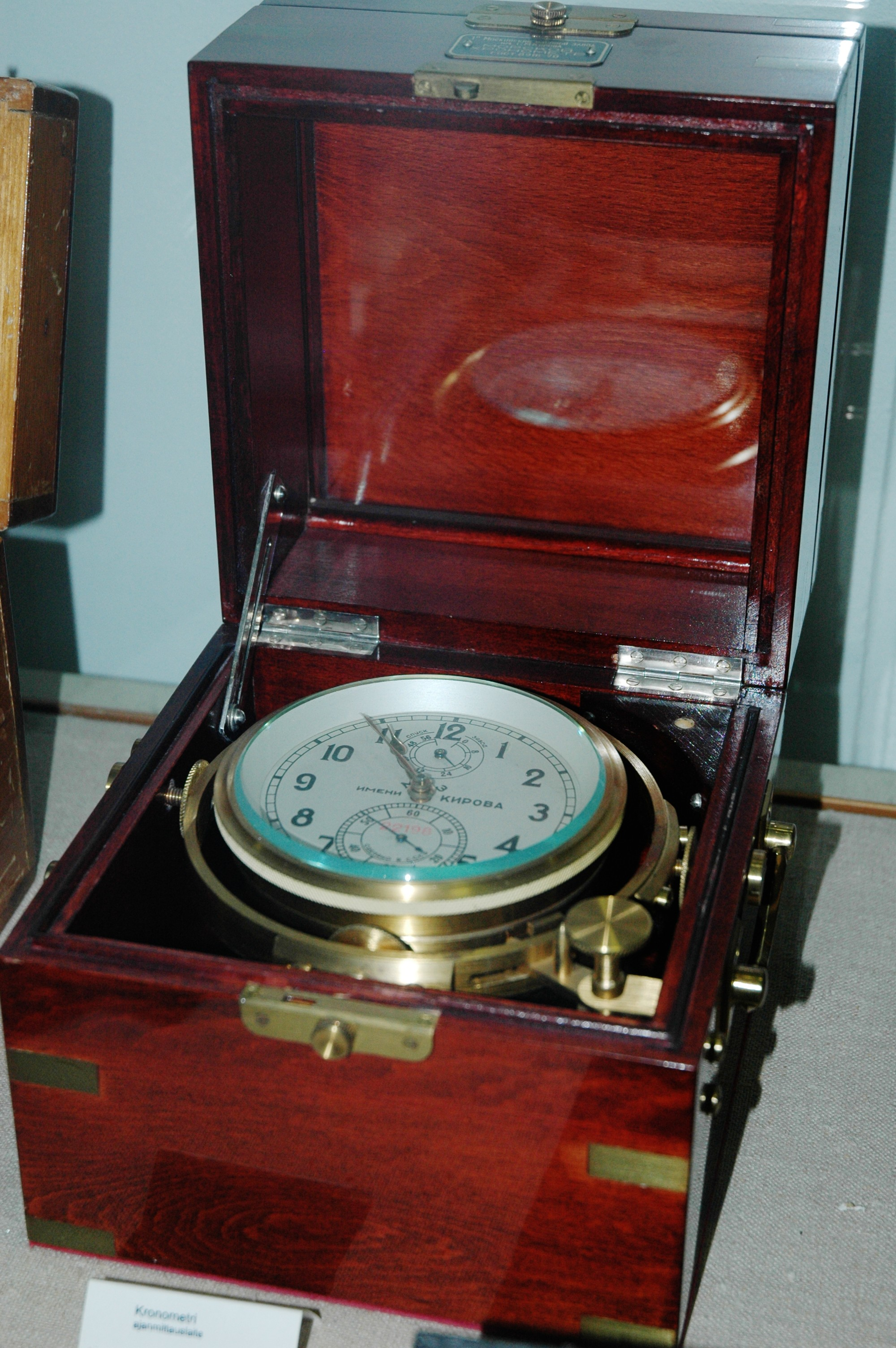
Морской хронометр 6МХ, выпущенный на МЧЗ им. Кирова (музей Kymenlaakso Polytechnic, город Котка, Финляндия). Хронометр 6МХ производится по сей день

Морской хроно́метр (от др.-греч. χρόνος «время» + μετρέω «измеряю») — точные механические часы, установленные на морском судне, являются навигационным прибором. Использовался для определения долготы путем сравнения среднего времени по Гринвичу и времени в текущем местоположении корабля, полученного из наблюдений за небесными телами. 
Как можно заметить на фото выше, часы имеют особую конструкцию - механизм закреплён в кардановом подвесе. Баланс морского хронометра сделан биметаллическим разрезным (для компенсации теплового расширения металла), спираль баланса - цилиндрическая, а не плоская, также, в механизме хронометра присутствует фузея, которая компенсирует снижение крутящего момента по мере ослабления завода пружины за счёт увеличения передаточного отношения.
Изобретение морского хронометра в XVIII веке в Англии было крупным техническим достижением. Часовщик-самоучка Джон Гаррисон потратил 31 год непрерывных экспериментов и испытаний, прежде чем добился успеха. Изобретение Гаррисона произвело революцию в морской навигации и внесло заметный вклад в великие географические открытия.

## История
Впервые точный морской хронометр изобрёл английский изобретатель, часовщик Гаррисон в 1731 году, а в 1734 году он довёл его до практического применения. В своём изобретении он сумел скомпенсировать две основные погрешности хода хронометра — изменение механического момента на спусковой ход балансира по мере раскручивания заводной пружины и применил термокомпенсацию длины и упругости нити балансира от изменения внешней температуры с помощью биметаллических изгибающихся элементов.
После усовершенствования и снижения стоимости хронометр стал неотъемлемой частью навигационного оборудования (морских) судов и кораблей.
На плавучих средствах, летательных аппаратах служил для определения долготы. Долгота вычисляется по разнице между местным временем астрономического события (например, восхода или захода Солнца), и временем того же астрономического события на долготе одной из обсерваторий, географические координаты (в частности, долгота) которой известны, например, Гринвичской, долгота которой во всем мире принимается за ноль. (Подробнее см. Проблема определения долготы.)
В далекие путешествия обычно брали одновременно три хронометра. С небольшой вероятностью, но хронометры иногда начинали «отставать» или «спешить». Если хронометр был один — то его показания не с чем было сравнить, если хронометров было два и их показания различались — то неизвестно было, показания какого именно хронометра истинные, а когда хронометров было три — то за истинные принимались показания тех двух хронометров, которые совпадали.   
За прошедшие века конструкция хронометра Гаррисона практически не изменилась (кроме технологии изготовления и материалов). В настоящее время такой хронометр выпускается под маркой 6МХ.
По состоянию на 2015 год хронометры применяются редко и только в качестве резервного навигационного средства при отказе всех иных, так как вытеснены более точными часами со стабилизацией хода кварцевыми резонаторами, точными радиосигналами от радиостанций и системой глобального позиционирования (GPS, ГЛОНАСС). Также, есть и очень компактные рубидиевые атомные часы, размеры которых сопоставимы с крупными микросборками, что также может позволить их использовать в качестве навигационного прибора.